# Юхан Август Сандельс
Юхан Август Сандельс (швед. Johan August Sandels; 31 серпня 1764 — 22 січня 1831) — шведський фельдмаршал, намісник Норвегії.

## Життєпис
Народився у Стокгольмі 31 серпня 1764 року. 1775 став кадетом, а 1777 отримав чин унтер-лейтенанта артилерії. 1785 Сандельс у званні штабс-ротмістра перейшов на службу до фінського ескадрону адельсфана. За два роки став майором у Карельському полку.
Під час російсько-шведської війни 1788–1790 років командував окремим батальйоном, з яким брав участь у бойових діях у Фінляндії. По закінченню війни отримав звання підполковника Карельського драгунського полку, а 1799 — полковника. 1803 отримав у своє командування Саволакський єгерський полк.
Під час російсько-шведської війни 1808–1809 років командував 5-ю бригадою та успішно бився проти росіян у східній частині Фінляндії, де 8 травня 1808 здобув перемогу у битві при Пулкіла.
Після здачі Свеаборга Сандельсу довелось відступити перед росіянами, що мали перевагу, однак у битві при Іденсальмі 27 жовтня 1808 завдав поразки генерал-лейтенанту Тучкову.
У липні 1808 Сандельс отримав звання генерал-ад'ютанта, а у листопаді — генерал-майора. Наступного року отримав титул барона.
У 1809 прийняв командування над військами, розміщеними у Вестерноррланді, і 5 липня зазнав поразки у битві при Гернефорсі. 25 серпня зайняв Умео.
Після укладення миру 1810 року тимчасово виконував обов'язки президента Військової колегії, а 1812 був призначений командиром Шведського лейб-гвардійського полку.
Отримавши 1813 звання генерал-лейтенанта, став командувачем частини шведської армії, яку було відряджено до Померанії проти Наполеона. Брав участь у битвах під Гросбереном, Денневіцом та Лейпцигом. 1814 воював у Бельгії, де командував союзними військами під час облоги Маастрихта.
У липні 1814 командував частиною армії у Норвегії. 1815 року отримав титул графа й очолив Військову колегію. 1817 був нагороджений орденом Серафимів й у листопаді того ж року був призначений головою риксдагу. 1818 року отримав звання генерала від інфантерії та був призначений намісником Норвегії. 1824 отримав звання фельдмаршала.
За станом здоров'я у листопаді 1827 року вийшов у відставку. Помер 22 січня 1831 у Стокгольмі.
Мав величезну популярність у Швеції. Його подвиги під час війни 1808–1809 років змалював Йоган Людвіг Рунеберг в одному з віршів циклу «Оповідання прапорщика Столя».